# New Constitutional Society for Women's Suffrage
La New Constitutional Society for Women's Suffrage est une organisation britannique créée en 1910 pour faire campagne pour le droit de vote des femmes au Royaume-Uni. 

## Histoire
Elle est créée en janvier janvier 1910, après les élections générales, pour faire pression sur les députés libéraux. Son objectif était  d'unir « les suffragistes […] qui souhaitent travailler par des voies constitutionnelles, et s'abstiennent de critiquer publiquement d'autres suffragistes que leur conscience conduit à adopter des méthodes différentes ». Ainsi, tout en soutenant l'engagement électoral du WSPU, la société s'en distancie en refusant les actes militants prônés par cette dernière. 
La NCSWS fait campagne lors de trois élections partielles en 1910 et pour les élections de décembre 1910. Elle participe à la manifestation du 18 juin 1910 organisée par la WSPU et à celle qu'organise le 9 juillet la National Union of Women's Suffrage Societies.

## Postérité
L'organisation cesse ses activités après 1918. Il n'existe pas d'archives, mais le journal intime de la secrétaire de l'organisation Katharine Frye est partiellement publié en 2012.

## Membres notables
- Sarah Benett

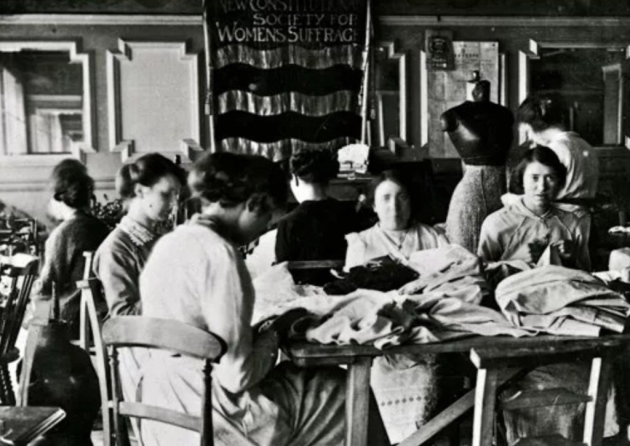
Le bureau de la société à Whitechapel

- Katharine Frye, organisatrice dans l'East Anglia[6], elle devient la secrétaire de cette organisation en 1914[4].
- Helen Ogston[7]
- Mary Phillips, ancienne membre de la WSPU, elle travaille pour l'organisation en 1916[8].
- Ada Wright[9]
- Alexandra Wright[10]
- Gladys Wright[10]